# 伍博爾德冰川
69°20′S 71°35′W / 69.333°S 71.583°W
伍博爾德冰川（英語：Wubbold Glacier）是南極洲的冰川，位於亞歷山大一世島，全長15公里，最終在霍爾特山以北注入拉扎列夫灣，現時由南極條約體系管理。